# Baffinicythere howei
Baffinicythere howei is een mosselkreeftjessoort uit de familie van de Hemicytheridae. De wetenschappelijke naam van de soort is voor het eerst geldig gepubliceerd in 1967 door Hazel.